# هوراس تابيرير براون
هوراس تابيرير براون (بالإنجليزية: Horace Tabberer Brown)‏ (20 يوليو 1848 - 6 فبراير 1925) هو كيميائي بريطاني ولد بعد وفاة والده لذلك لم يعرف هوراس والدًا غير زوج أمه المصرفي والمحب للعلم والذي قاده هو الآخر لمحبة العلم والاهتمام منذ سن 12 سنة.